# Mourid Barghouti

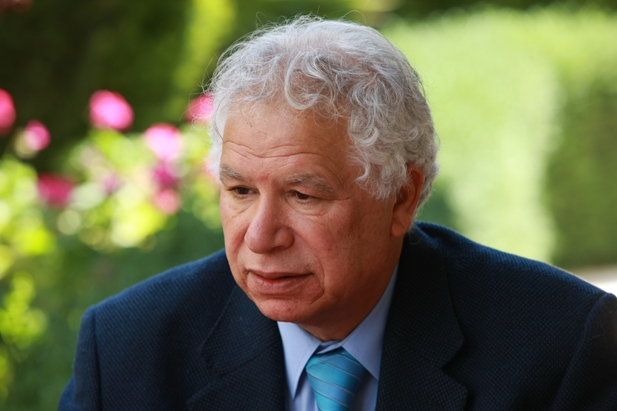
Mourid Barghouti 2009.

Mourid Barghouti (arabiska: مريد البرغوثي, Murīd al-Barghūthī), född 8 juli 1944 i Deir Ghassanah på Västbanken, död 14 februari 2021 i Amman i Jordanien, var en palestinsk poet och författare.

## Biografi
Mourid Barghouti föddes 1944 i den lilla byn Deir Ghassanah strax utanför Ramallah på Västbanken. Han var den andre av fyra söner. Vid sju års ålder flyttade han med familjen till Ramallah. Under 1960-talet studerade Barghouti engelska vid Kairos universitet när Sexdagarskriget bröt ut 1967. Efter kriget ockuperades Västbanken och han kunde inte återvända till Ramallah förrän 1996.
Efter 1967 flyttade Barghouti först till Kuwait där han undervisade i tre år. Därefter återvände han till Kairo och gifte sig med Radwa Ashour, som han hade träffat under studietiden där. Barghouti var under en tid frivilligarbetare för Radio Palestina, och följde med stationen från Kairo till Beirut och tillbaka till Kairo. 1977 deporterades Barghouti från Egypten, enligt egen utsago i handfängsel och med bara kläderna på kroppen. Hustrun och den fem månader gamle sonen Tamim al-Barghouti blev kvar i Kairo. Efter en kort tid i Beirut flyttade Barghouti till Budapest där han kom att representera PLO vid Demokratisk Ungdoms Världsfederation i 13 års tid.
1990 flyttade Barghouti till Jordanien där han hade vad han själv såg som sin mest produktiva period. Han tilläts återvända till Egypten 1995 och kunde då återförenas med sin familj efter 18 år. Återvändandet kom att inspirera till den självbiografiska romanen Jag såg Ramallah i vilken han behandlar känslan av rotlöshet efter ett liv till stora delar i exil. Slutligen 1996, efter att Osloavtalet hade undertecknats, återvände han till Ramallah. Han hade då tillbringat de senaste 30 åren i exil, bott på 46 olika adresser i fem länder.
1999 tog Barghouti anställning på den palestinska myndigheten i Ramallah som chef för ett projekt finansierat av Världsbanken för att kartlägga arkeologiska fyndplatser. Barghouti slog larm om oegentligheter och misstänkt korruption. När han upplevde att det inte fick någon effekt valde han att säga upp sig. Han beskrev det inträffade som en mycket smärtsam upplevelse.
Barghouti tillbringade sina sista år i Amman i Jordanien, där han avled den 14 februari 2021 och sedermera begravdes.